# Apostolepis niceforoi
Apostolepis niceforoi är en ormart som beskrevs av Amaral 1935. Apostolepis niceforoi ingår i släktet Apostolepis och familjen snokar. Inga underarter finns listade i Catalogue of Life.
Arten förekommer med två från varandra skilda populationer i nordvästra Brasilien samt i angränsande områden av Colombia och Peru. Habitatet utgörs av regnskogar i låglandet.
För beståndet är inga hot kända men arten är sällsynt. Den listas av IUCN med kunskapsbrist (DD).